# Economia Africii de Sud
Economia Africii de Sud este o economie mixtă, de piață emergentă, cu venituri medii-superioare, fiind una dintre doar opt astfel de țări din Africa. Aceasta este cea mai industrializată, avansată tehnologic și diversificată economie de pe continent. După 1996, odată cu încheierea a peste doisprezece ani de sancțiuni internaționale, produsul intern brut (PIB) nominal al Africii de Sud aproape s-a triplat, atingând un vârf de 416 miliarde USD în 2011. În aceeași perioadă, rezervele valutare au crescut de la 3 miliarde USD la aproape 50 de miliarde USD, contribuind la formarea unei economii diversificate, cu o clasă de mijloc în expansiune, în decursul celor trei decenii care au urmat sfârșitului apartheidului.
Deși industria extragerii resurselor naturale rămâne una dintre cele mai mari din țară, cu o contribuție anuală la PIB de 13,5 miliarde USD, economia Africii de Sud s-a diversificat de la sfârșitul apartheidului, în special către sectorul serviciilor. În 2019, sectorul financiar a contribuit cu 41,4 miliarde USD la PIB-ul Africii de Sud. În 2021, instituțiile financiare din Africa de Sud administrau active în valoare de peste 1,41 trilioane USD. Capitalizarea totală a Bursei de Valori din Johannesburg era de 1,28 trilioane USD în octombrie 2021, fiind una dintre cele mai mari 20 de burse din lume.
Întreprinderile de stat din Africa de Sud joacă un rol semnificativ în economia țării, guvernul deținând participații în aproximativ 700 de astfel de întreprinderi, care activează într-o gamă variată de industrii esențiale. În 2016, conform opiniei executivilor de afaceri, cele cinci principale provocări pentru desfășurarea afacerilor în țară erau birocrația guvernamentală ineficientă, reglementările restrictive privind muncă, lipsa de forță de muncă calificată pentru anumite industrii de înaltă tehnologie, instabilitatea politică și corupția. Pe de altă parte, sectorul bancar al țării este considerat un aspect extrem de pozitiv al economiei. Țara face parte din grupul G20 și este singura țară africană care este membră permanentă a acestui grup.
În afară de faptul că deține cvasimonopolul unor rezerve minerale (peste 4/5 din rezervele mondiale de mangan, 2/3 din cele de platină, peste 1/2 din cele de aur și crom) și al producției în domeniu, Republica Africa de Sud este unul dintre principalii producători mondiali de diamante, uraniu, cărbuni superiori, minereu de fier, metale rare (titan, vanadiu, stibiu ș.a.) etc.
Industria prelucrătoare, bine dezvoltată și variată, concentrată în 4 mari regiuni industriale: Transvaal(minerit, metalurgie, construcția de mașini ș.a.), Cape (rafinarea petrolului, industria alimentară și ușoară), Port Elizabeth (metalurgie, mijloace de transport, textile ș.a.) și Pretoria (autovehicule, industrie chimică, alimentară etc).
Agricultura (5% din PIB, c. 30% din populația activă, 1999), cu o mare varietate de situații (de la ferme ultramoderne, la agricultura de subzistență), prezintă un echilibru între cultura plantelor (cereale, trestie și sfeclă de zahăr, bumbac, tutun, citrice, viță de vie) și creșterea animalelor (ovine - locul 1 în Africa, ca efective și ca producție de lână -, apoi caprine, bovine și porcine). Balanța agricolă este excedentară, Republica Africa de Sud fiind unul dintre principalii exportatori mondiali de produse agricole.
Rețea de transport bine dezvoltată (30% din rețeaua feroviară și, respectiv, 45% din parcul de autovehicule ale Africii), porturi active și aeroporturi internaționale ce asigură legături cu restul lumii. Balanță comercială constant excedentară, principalii parteneri fiind Marea Britanie, SUA, Italia, Germania, Japonia.
Turismul, legat prioritar de vizitarea numeroaselor zone naturale ocrotite, contribuie, de regulă, cu aproape 3 md. $/an la veniturile țării. 